# فرودگاه اموس/ماگنی
فرودگاه اموس/ماگنی (به انگلیسی: Amos/Magny Airport) یک فرودگاه همگانی باربری با کد یاتا YEY است که یک باند فرود آسفالت دارد و طول باند آن ۱۵۲۴ متر است. این فرودگاه در کشور کانادا قرار دارد و در ارتفاع ۳۲۶ متری از سطح دریا واقع شده است.